# 鳥取町 (前橋市)
鳥取町（とっとりまち）は、群馬県前橋市の地名。郵便番号は371-0131。2013年現在の面積は1.01km2。

## 地理
赤城山南麓の台地上に位置し、藤沢川、金丸川が貫流する。

### 河川
- 藤沢川
- 金丸川

## 歴史
戦国時代頃からある地名である。江戸時代になると前橋藩領だった。近年は南部に芳賀西部工業団地が造成された。

### 年表
- 1889年4月1日 町村制施行により、鳥取村は勝沢村、小坂子村、五代村、端気村、小神明村、嶺村と合併し南勢多郡芳賀村が成立する。
- 1896年4月1日 郡統合（東群馬郡と南勢多郡の統合）により勢多郡に所属する。
- 1954年4月1日 周辺1町5村（元総社村、上川淵村、下川淵村、桂萱村、群馬郡東村、総社町）とともに芳賀村は前橋市へ編入する。そのため前橋市鳥取町となる。
- 1977年 一部が高花台1-2丁目となる。
- 1986年 一部を小坂子町、五代町に、五代町の一部を当町に編入する。
- 2012年12月22日 国道17号（上武道路）の群馬県道3号前橋大間々桐生線 - 群馬県道4号前橋赤城線 間の開通に伴い、当町に初めて国道が通る事となる。

## 世帯数と人口
2017年（平成29年）8月31日現在の世帯数と人口は以下の通りである。
| 町丁   | 世帯数  | 人口    |
| ------ | ------- | ------- |
| 鳥取町 | 633世帯 | 1,639人 |

## 小・中学校の学区
市立小・中学校に通う場合、学区は以下の通りとなる。
| 番地 | 小学校             | 中学校             |
| ---- | ------------------ | ------------------ |
| 全域 | 前橋市立芳賀小学校 | 前橋市立芳賀中学校 |

## 交通

### 鉄道
鉄道駅はない。

### 道路
国道17号（上武道路）が町の中央を東西に、群馬県道101号四ツ塚原之郷前橋線が町の北部を東西に通っている。

## 施設
- 前橋市立芳賀中学校
- 芳賀公民館
- 芳賀保育所
- 大鳥神社
- 芳賀西部工業団地